# Teleiopsis bagriotella
Teleiopsis bagriotella là một loài bướm đêm thuộc họ Gelechiidae. Nó được tìm thấy ở các vùng núi thuộc châu Âu, từ Bồ Đào Nha và Tây Ban Nha đến Hy Lạp. Ở phía bắc nó được tìm thấy tại dãy núi Tatra. Bên ngoài châu Âu, loài này cũng được tìm thấy ở Thổ Nhĩ Kỳ. Nó được tìm thấy ở độ cao khoảng 1,200 to 3,000 mét.
Sải cánh dài 17–22 mm. Con trưởng thành bay vào tháng 6 đến tháng 10.
Ấu trùng ăn Oxyria digyna.